# 那珂川 (九州)
那珂川（なかがわ）は、那珂川水系の本流で、主に福岡県を流れ博多湾に注ぐ二級河川である。

## 地理
流域のほとんどが福岡県であるが、支流の大野川が一部佐賀県（神埼郡吉野ヶ里町松隈）に入っている。

### 上流域
福岡市早良区大字板屋の脊振山に源を発し南東に流れ、那珂川市と佐賀県神埼郡吉野ヶ里町との県境付近を通り、那珂川市大字五ヶ山の五ケ山ダムから北に流れを変え、南畑ダムを経由して那珂川市を南北に貫いている。老司・警弥郷で福岡市内に入り、博多南線（山陽新幹線の支線）と平行する形で流れる。途中、グリーンピアなかがわ、筑紫耶馬溪、裂田の溝などがある。

### 中流域
福岡市に入ると、市街化された地域を流れるが、複数個所に桜並木や河畔公園が整備されており、市民の憩いの場となっている。途中、曰佐江取水場や番托・塩原取水場（番托堰）など福岡市水道局の取水場があるなど福岡市の水がめとしても利用されている。また、河畔には博多温泉が湧き、温泉宿や浴場が点在している。

### 下流域

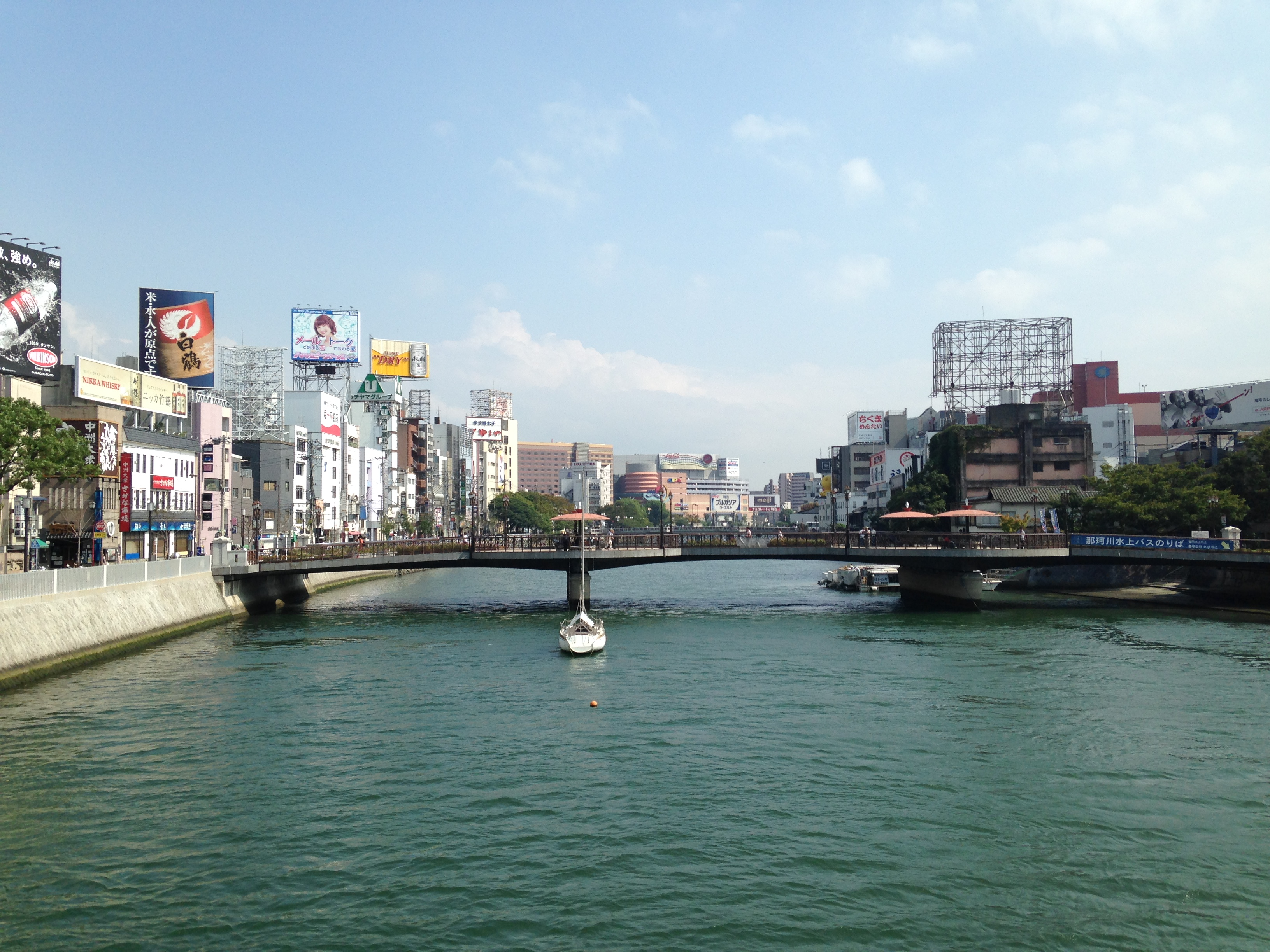
西大橋からキャナルシティ方面（上流側）を望む。

福岡市博多区住吉のキャナルシティ博多近くから2手に分流して中州を形成。ここがいわゆる中洲地区であり、西日本最大の歓楽街として知られる。東側の分流が博多川であり、下流の須崎橋付近で本流と合流する。また、中洲の対岸が繁華街の天神となっている。博多区博多と中央区天神を結ぶ形で架かる橋「福博であい橋」付近では、地元のプロ野球チームである福岡ソフトバンクホークス（2004年までは「福岡ダイエーホークス」）がパシフィック・リーグ優勝を達成した際に那珂川に飛び込むファンもいるが、同橋付近は博多湾に近くて潮汐の干満の影響を受けやすく、水深がわずか5 cm程度になることもある一方、川底から手すりまでの高さは8.3 mあり、1999年（平成11年）のダイエー優勝時には同橋付近から那珂川に飛び込んだ数十人が骨折などの重軽傷を負っている。このような危険性に加え、それぞれ阪神タイガースや中日ドラゴンズがセントラル・リーグ優勝を達成した際に川へ飛び込むファンの存在が知られている大阪府大阪市の道頓堀川に架かる戎橋、および愛知県名古屋市の堀川に架かる納屋橋と同じく、水質の汚さ、水深の浅さ、水中の廃棄物の存在などから飛び込みは危険であることが指摘されている。このため福岡県福岡土木事務所は2003年（平成15年）、ダイエーのリーグ優勝を控えた際に飛び込み禁止の看板を設置している。
博多区築港本町と中央区那の津の境界から博多湾（博多港）に注ぐ。河口部には福岡競艇場が位置し、競走水面が那珂川まで張り出している。

### 主な支流
- 大野川（佐賀県）、倉谷川
- 西畑川、豆谷川、萩ノ原川
- 梶原川
- 若久川、薬院新川

## 洪水被害
- 1953年（昭和28年）6月
  - 昭和28年西日本水害 - 番托井堰が決壊
- 1963年（昭和38年）6月
- 1973年（昭和48年）7月
- 1978年（昭和53年）6月
- 1980年（昭和55年）8月14日-9月15日
  - 流域浸水面積 : 36.5 ha (ヘクタール)
- 1983年（昭和58年
- 1985年（昭和60年）5月27日-7月24日
  - 流域浸水面積 : 6.4 ha
- 1999年（平成11年）6月29日
  - 流域浸水面積 : 13.3 ha
- 2003年（平成15年）7月19日
- 2009年（平成21年）7月19日-7月26日
  - 平成21年7月中国・九州北部豪雨 - 那珂川町（現・那珂川市）では役場や公共施設などが浸水した。また南畑ダムの貯水率が140%となり決壊の危険性が生じたため、ただし書き操作を行う決定がなされたが、雨量の減少により緊急放水は見送られた。

## 治・利水施設
上流から
- 脊振ダム （福岡市早良区大字板屋・那珂川市大字五ケ山）
- 五ケ山ダム （那珂川市大字五ケ山、佐賀県神埼郡吉野ヶ里町大字松隈）
- 南畑ダム （同、那珂川市大字五ケ山）

## 水上バス

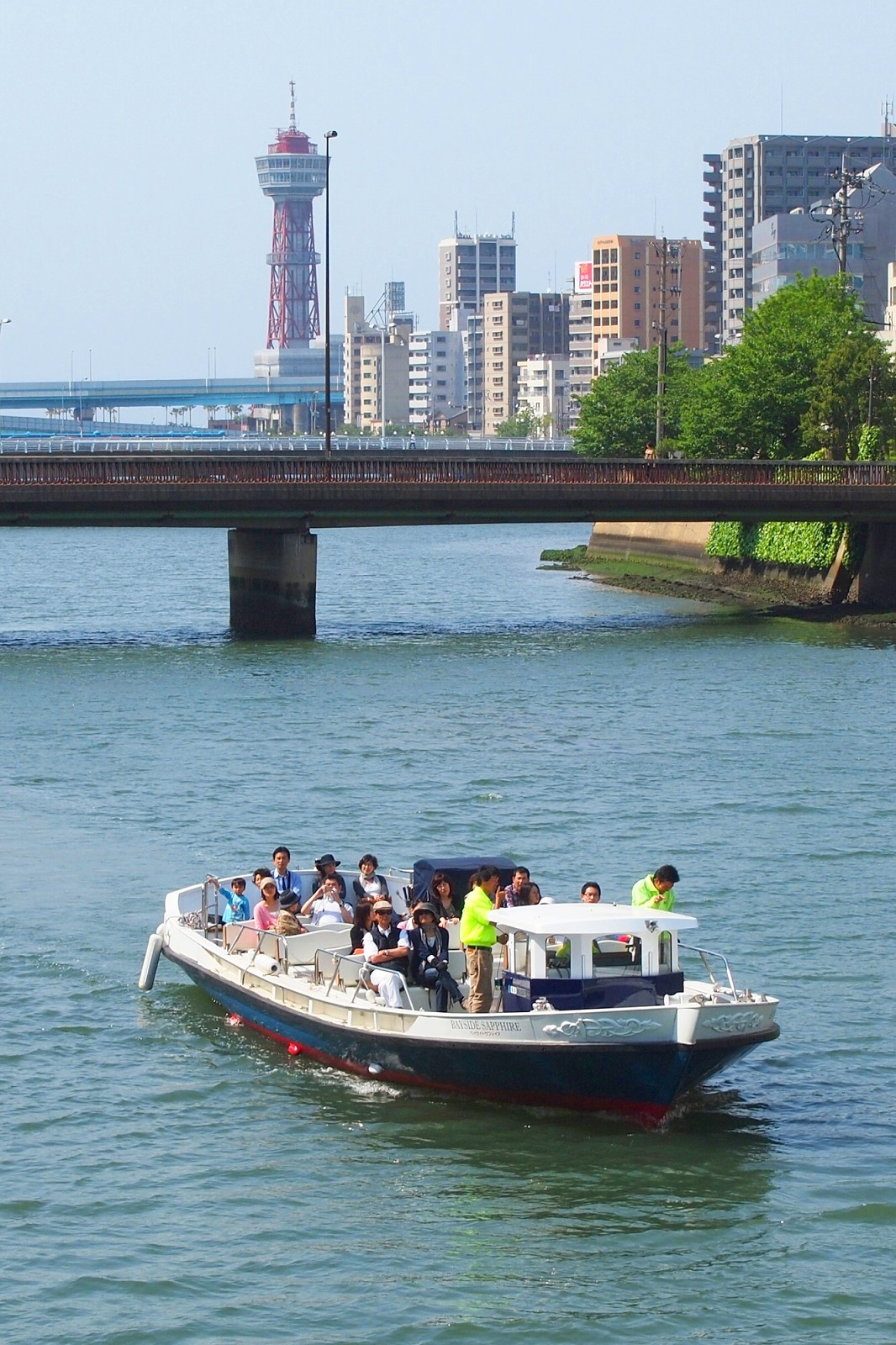
那珂川を上る水上バス。

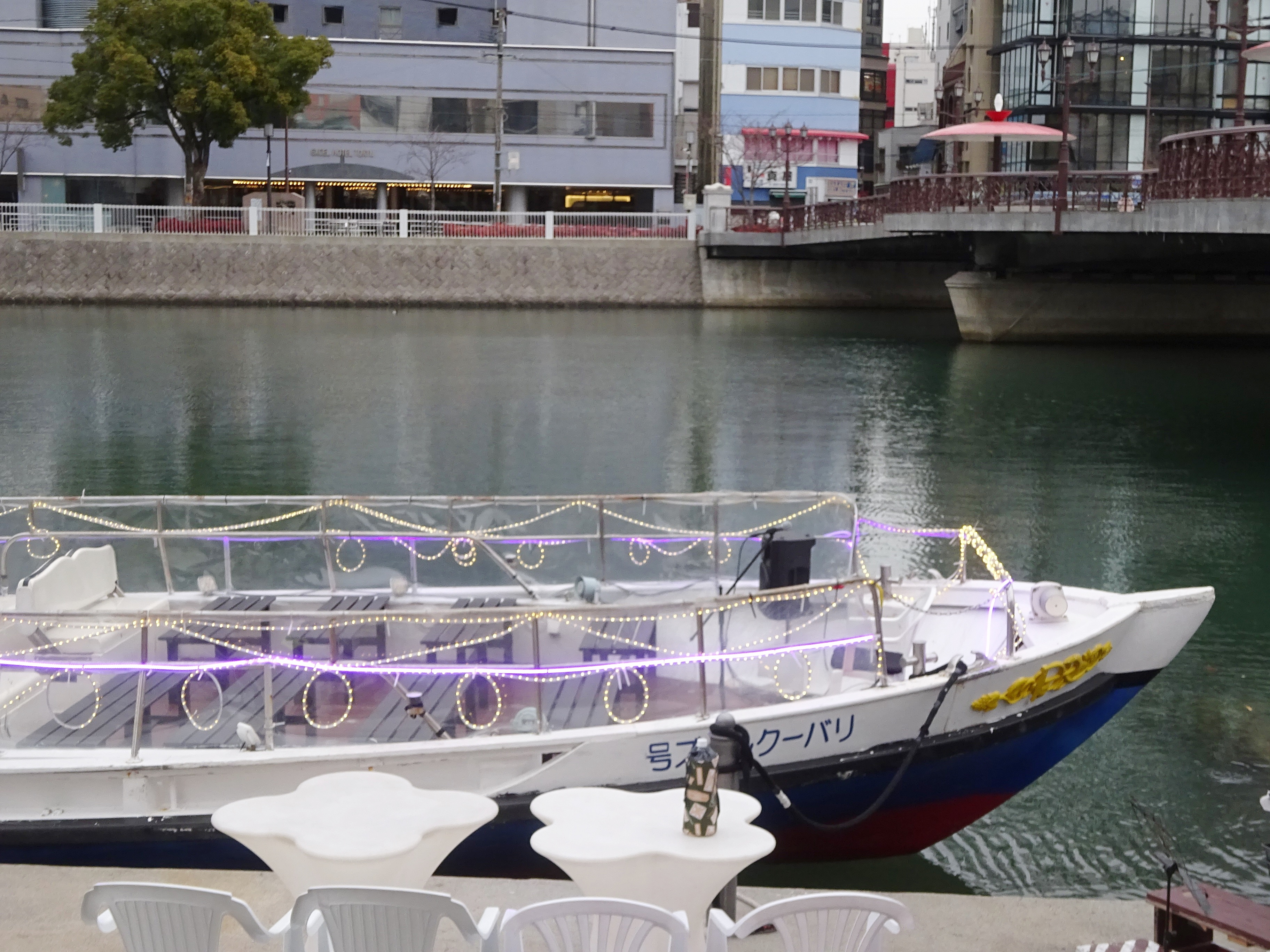
博多マリーン観光所有船「リバークルーズ」

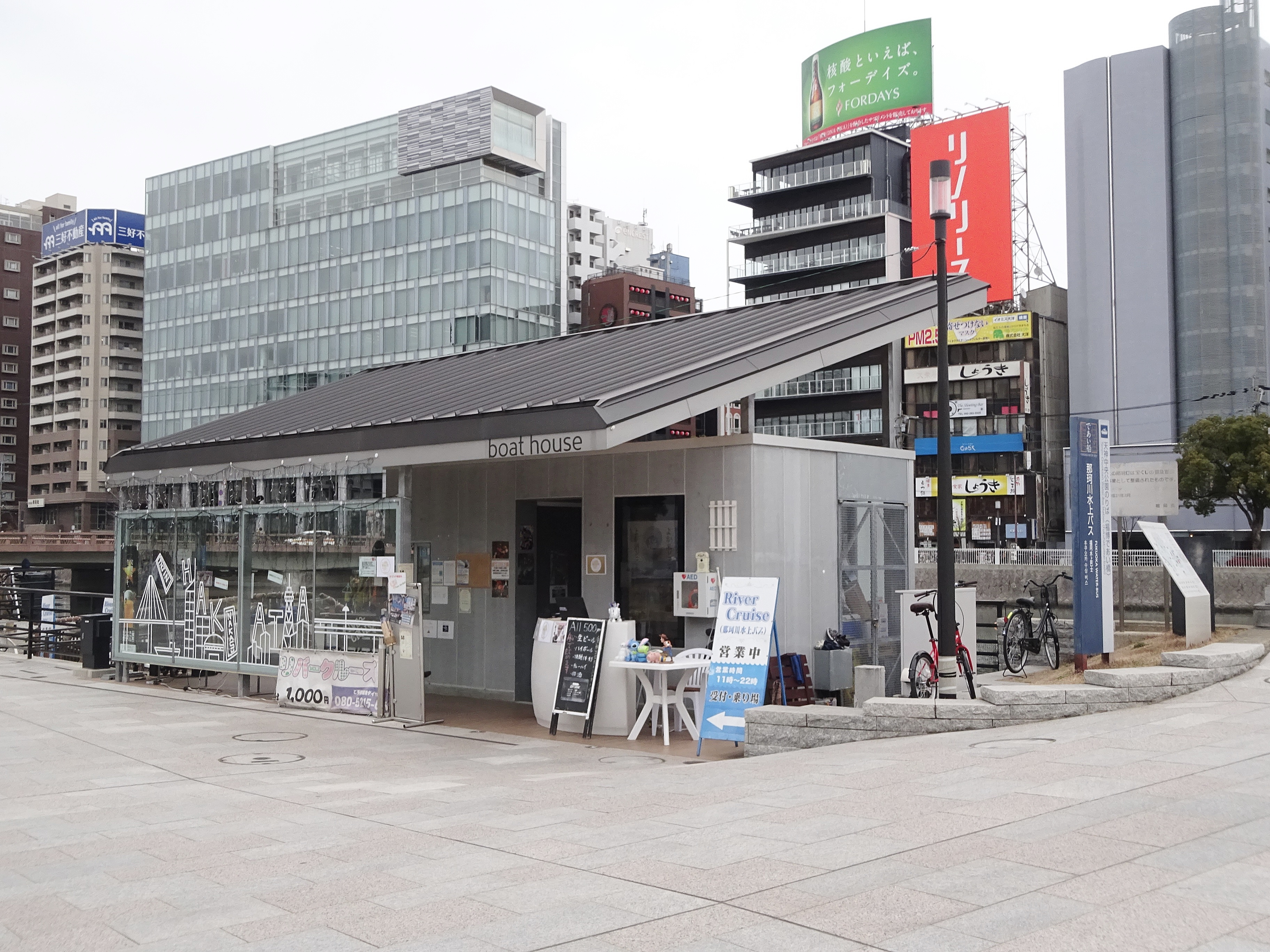
天神中央公園乗船場（福博であい橋脇）

2011年3月27日より那珂川を中心に水上バス「福博みなとであい船」が運行されていたが、ベイサイドプレイス博多埠頭 - 天神の航路は2014年10月末を以て休止となった。能古島航路も廃止となり、同航路を引き継いだマリーン観光株式会社によって天神付近の那珂川と博多湾の一部を昼夜の時間帯に周遊する「中洲クルーズ」、博多湾を中心に周遊する「博多湾クルーズ」、BBQ料理を提供し博多湾を中心に周遊する「BBQクルーズ」の三つの航路が運航されている。
かつての航路
- 天神中央公園（福博であい橋） - 能古島 (B)
  - 土日祝日のみ、日中に3往復。
- ベイサイドプレイス博多埠頭 - 天神中央公園（福博であい橋） (A) （休止）
  - 日中を中心に6往復していた。
- 天神中央公園（福博であい橋）発着 (休止)
  - 南行き : キャナルシティ博多付近までの遊覧運行。夜間に5便。 (A)
  - 北行き : 博多湾方面への遊覧運行（詳細未定）。木曜 - 土曜のみ夜間に3便。 (不明)

船舶の運行会社
- (A) 「ベイサイドサファイア号」（日本海洋観光（株））
- (B) 「花天神号」（（株）能古マリーン）

なお、2010年に試験運行されていた。

## 並行・交差する交通

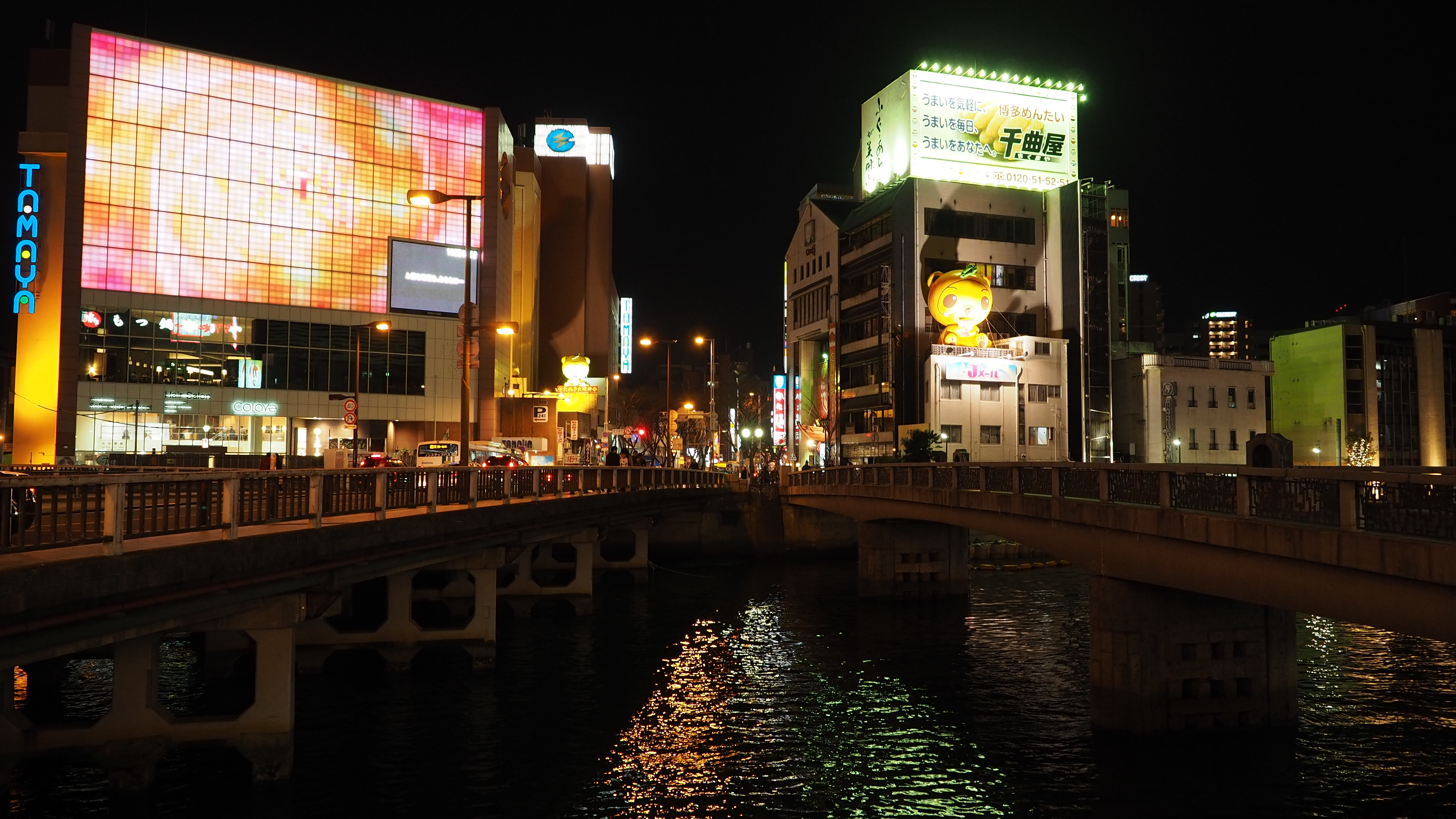
那珂川に架かり博多中洲と天神を繋ぐ国道202号の春吉橋(左)と中洲懸橋(右)。現在の春吉橋がつくられたとき元の橋が中洲懸橋として残された。

### 道路
- 福岡県道136号入部中原停車場線・佐賀県道136号早良中原停車場線
- 国道385号
- 福岡県道56号福岡早良大野城線
- 福岡県道575号山田中原福岡線
- 福岡県道49号大野城二丈線
- 国道202号
- 福岡県道31号福岡筑紫野線
- 福岡県道553号東光寺竹下春吉線
- 福岡県道602号後野福岡線（日赤通り・渡辺通り）
- 福岡県道554号須崎天神線

### 鉄道
- 博多南線（西日本旅客鉄道）
- 西日本鉄道天神大牟田線
- 鹿児島本線（九州旅客鉄道・竹下駅付近で最も接近する。）

## 流域の自治体
福岡県
- 福岡市
- 那珂川市（市名の由来となっている）

佐賀県
- 神埼郡吉野ヶ里町

### 橋梁
上流からの順番。
- 竹屋敷橋（那珂川市道東小河内1号線、新設）[10]
- 国道385号佐賀大橋（新設）
- 大野橋（国道385号、五ケ山ダムに水没[注 1]）
- 支流大野川
  - 大野大橋（新設）
  - 佐賀橋（五ケ山ダムに水没[注 1]
- 国道385号五ヶ山大橋、網取大橋（新設）
- 共栄橋
- 橋本橋
- 荻原橋（福岡県道56号）
- 松尾橋（国道385号）
- 現人橋
- 那珂川橋（いちょう通り）
- 天徳橋（福岡県道575号）
- 今光橋（福岡県道577号）
- 警弥郷橋（福岡県道49号）
- 下曰佐橋（福岡外環状道路）
- みらい大橋（横手中央通り）
- 井尻橋（高宮通り）
- 五十川塩原大橋（福岡市都市計画道路御供所井尻線）
- りぼん橋（竹下駅西側の人道橋。ネーミングライツ募集中）
- きよみ立体橋（きよみ通り）
- 清美大橋（国道385号）
- 百年橋（百年橋通り）
- 柳橋（住吉通り）
- 住吉橋（福岡県道553号）
- 春吉橋（国道202号）
- 支流博多川
  - 中洲新橋、博多橋
- 福博であい橋（であい橋通り）
- 西大橋（明治通り）
- 西中島橋（昭和通り）
- 弁天橋（弁天橋通り）
- 那の津大橋（那の津通り）
- 須崎橋（福岡県道602号後野福岡線）
- みなと大橋（福岡高速1号香椎線）

### 流域の名蹟
- 脊振山上宮
- 蛤水道（支流・大野川。なお蛤水道により大野川から分流し、筑後川・田手川水系坂本川・支流に灌いでいる。）
- 網取遺跡
- 不動岩
- 鮎返滝
- 筑紫耶馬渓
- 中ノ島公園

### 流域の主な行事
- 美野島灯明納涼祭 - 博多区美野島
- 人形（ひとがた）流し - 博多区住吉・住吉神社
- 山笠レガッタ（ボート競技）